# Kalvsund
Kalvsund is een plaats in de gemeente Öckerö in het landschap Bohuslän en de provincie Västra Götalands län in Zweden. De plaats heeft 228 inwoners (2005) en een oppervlakte van 18 hectare. Het eiland Kalvsund wordt ook vaak Kalven genoemd. Het eiland ligt in het noordelijke deel van de Göteborg-archipel.